# Dick's Picks Volume 16
Dick's Picks Volume 16 es el décimo sexto álbum en vivo de Dick's Picks, serie  de lanzamientos en vivo de la banda estadounidense Grateful Dead. Fue grabado el 7 y 8 de noviembre de 1969 en el Fillmore West, en San Francisco, California.
Fue grabado por Owsley Stanley y contiene la primera presentación en vivo de «Cumberland Blues».

## Caveat emptor
Cada volumen de Dick's Picks tiene su propia etiqueta “caveat emptor”, que informa al oyente sobre la calidad del sonido de la grabación. La etiqueta del volumen 16 dice:
“Este lanzamiento fue masterizado digitalmente directamente desde la cinta analógica original de 7½ ips de media pista. Es un vistazo de historia, no una grabación profesional moderna y, por lo tanto, puede exhibir algunas anomalías técnicas menores y los efectos inevitables de los estragos del tiempo.”

## Recepción de la crítica
John Metzger, crítico de The Music Box, le otorgó una calificación de 4 estrellas y media sobre 5. El crítico Dan Alford comentó: “La banda toca a ráfagas, como un campo de pequeñas galletas, en lugar de un enorme fuego artificial. Hay una calidad de banda de garaje cruda en la actuación”. En su reseña para AllMusic, William Ruhlmann declaró: “Al capturar un momento de crecimiento extraordinario e inesperado [de la banda], el álbum cumple uno de los principales objetivos de una serie de archivo de este tipo”.

## Lista de canciones
Todas las canciones escritas y compuestas por Jerry Garcia y Robert Hunter, excepto donde esta anotado. 
| Disco uno |                             |                                     |          |  |
| N.º       | Título                      | Escritor(es)                        | Duración |  |
| 1.        | «Good Morning, School Girl» | Sonny Boy Williamson I              | 13:34    |  |
| 2.        | «Casey Jones»               |                                     | 4:52     |  |
| 3.        | «Dire Wolf»                 |                                     | 8:25     |  |
| 4.        | «Easy Wind»                 | Hunter                              | 9:03     |  |
| 5.        | «China Cat Sunflower»       |                                     | 3:46     |  |
| 6.        | «I Know You Rider»          | tradicional, arr. por Grateful Dead | 5:41     |  |
| 7.        | «High Time»                 |                                     | 7:48     |  |
| 8.        | «Mama Tried»                | Merle Haggard                       | 3:11     |  |
| 9.        | «Good Lovin'»               | Rudy Clark Arthur Resnick           | 9:18     |  |
| 10.       | «Cumberland Blues»          | Garcia Hunter Phil Lesh             | 4:20     |  |

| Disco dos |                         |                                                                               |          |  |
| N.º       | Título                  | Escritor(es)                                                                  | Duración |  |
| 1.        | «Dark Star»             | Garcia Mickey Hart Bill Kreutzmann Lesh Ron “Pigpen” McKernan Bob Weir Hunter | 14:10    |  |
| 2.        | «The Other One»         | Kreutzmann Weir                                                               | 12:03    |  |
| 3.        | «Dark Star»             |                                                                               | 1:01     |  |
| 4.        | «Uncle John's Band Jam» |                                                                               | 2:34     |  |
| 5.        | «Dark Star»             |                                                                               | 3:06     |  |
| 6.        | «St. Stephen»           | Garcia Hunter Lesh                                                            | 7:45     |  |
| 7.        | «The Eleven»            | Hunter Lesh                                                                   | 14:02    |  |

| Disco tres |                                   |                                     |          |  |
| N.º        | Título                            | Escritor(es)                        | Duración |  |
| 1.         | «Caution (Do Not Stop on Tracks)» | Garcia Kreutzmann Lesh Weir         | 17:29    |  |
| 2.         | «The Main Ten»                    | Hart                                | 3:11     |  |
| 3.         | «Caution (Do Not Stop on Tracks)» |                                     | 9:03     |  |
| 4.         | «Feedback»                        | Grateful Dead                       | 7:58     |  |
| 5.         | «We Bid You Goodnight»            | tradicional, arr. por Grateful Dead | 3:22     |  |
| 6.         | «Turn On Your Love Light»         | Deadric Malone Joseph Wade Scott    | 25:30    |  |

## Créditos y personal
Créditos adaptados desde el folleto que acompaña al CD.
Grateful Dead
- Tom Constanten – teclado
- Jerry Garcia – voz principal y coros, guitarra líder
- Mickey Hart – batería
- Bill Kreutzmann – batería
- Phil Lesh – bajo eléctrico, coros
- Ron “Pigpen” McKernan – armónica, percusión, coros
- Bob Weir – guitarra rítmica, coros

Personal técnico
- Owsley Stanley – grabación
- Dick Latvala, David Lemieux – archivista
- Jeffrey Norman – masterización
- John Cutler – escrutador magnético
- Jim Wise – edición adicional

Diseño
- Gekko Graphics – diseño de portada
- Rosie McGee – fotografía